# Cerococcus andinus
Cerococcus andinus är en insektsart som beskrevs av Leonardi 1911. Cerococcus andinus ingår i släktet Cerococcus och familjen Cerococcidae. Inga underarter finns listade i Catalogue of Life.